# Вјера Дамјановић
Вјера Дамјановић (Цетиње, 8. март 1949.) српска је сликарка из Црне Горе.  

## Биографија
Вјера Дамјановић је 1976. завршила Факултет ликовних уметности (ФЛУ) у Београду у класи професора Стојана Ћелића. На истом факултету је и магистрирала 1979. Цео уметнички стаж провела је у статусу самосталног уметника. На самосталним изложбама излаже циклусе цртежа, радове на папиру, слике и објекте. Имала је 20 самосталних и више од 150 групних изложби у земљи и иностранству. Излагала је у београдским галеријама, потом у Цетињу (1974), Нишу, Врању, Лазаревцу, Смедереву, Крагујевцу, Никозији (2001) и Ослу (2002). Ради и илустрације књига.

## Уметничко стваралаштво
Вјера Дамјановић припада кругу београдских апстрактних сликара. Изражава се у сликарским циклусима, а у фокусу њеног уметничког интересовања је однос цивилизације према наталоженом знању, стварним и имагинарним библиотекама које су током историје биле уништаване (изложба Библиотека светлости, 2011). Бави се и начинима представљања времена и простора (изложба Вертикални мерачи времена, 2001), вертикалним токовима (изложба Лествице, 2011), универзалним симболима-мандалама (изложба Мандале, 2012), контемплативним исказима и др. У ликовном смислу, користи технику акрилика на папиру (поцепан, лепљен, колажиран), употребљава туш, перо, четку, линију и површину успостављајући јаке споне између новог схватања апстракције бојеног поља и алузије на универзалне, религиозне симболе. Њени радови говоре језиком знакова и чисте боје, али и акције, када промишљање изазива интервенцију (цепање, лепљење), чиме апстрактни призор излази у простор а уметничко дело постаје отворено за комуникацију.

## Награде
- Годишња награда ФЛУ за цртеж (1972),
- Награда студената ФЛУ за сликарство (1975),
- Награда Јесењег салона УЛУС-а (2007),
- Награда града Београда (2012).